# Yukarıtopraklı, Aralık
Yukarıtopraklı là một xã thuộc huyện Aralık, tỉnh Iğdır, Thổ Nhĩ Kỳ. Dân số thời điểm năm 2011 là 1.021 người.